# Mike Morgan
Mike Morgan (Dallas (Texas), 30 november 1959) is een Amerikaanse bluesmuzikant (zang, gitaar, mondharmonica) en songwriter.

## Biografie
Mike Morgan werd geboren in Dallas, maar groeide op in Hillsboro (Texas). Hij kreeg zijn eerste gitaar op de basisschool. Zijn eerste muzikale inspiratiebron was de muziek van Otis Redding en Wilson Pickett, maar hij speelde nog steeds rockmuziek. Zijn beslissing om de blues te spelen was te danken aan het horen van het album Texas Flood van Stevie Ray Vaughan. Naast hem vermeldde hij ook T-Bone Walker, Magic Sam en Anson Funderburgh. In 1986 ging hij terug naar Dallas, waar hij met Darrell Nulisch de band The Crawl oprichtte. De band is vernoemd naar een lied van Lonnie Brooks.
Mike Morgan en The Crawl hebben een reputatie opgebouwd in het bluescircuit in Texas. In 1989 verliet Nulisch de band en werd vervangen door zanger en mondharmonicaspeler Lee McBee. Na het debuutalbum Raw & Ready gingen ze op nationale en internationale tournees. In 2000 verliet McBee de band en Mike Morgan nam de rol van zanger zelf over. Vanaf 2006 beperkte Mike Morgan, die nu als verkoopmanager bij een motordealer werkt, zijn tournee-activiteiten sterk. Na slechts af en toe optredens te hebben gespeeld, meestal met Kevin Schermerhorn (drums) en Drew Allain (bas), kondigde Morgan een Europese tournee aan voor mei 2010 met stops voornamelijk in Duitsland - samen met The Crawl en Lee McBee.

## Discografie
- 1990: Raw & Ready
- 1991: Mighty Fine Dancin'
- 1992: Full Moon over Dallas
- 1994: Ain't Worried No More
- 1994: Let the Dogs Run
- 1996: Looky Here!
- 1997: Lowdown & Evil
- 1998: The Road
- 1999: I Like the Way You Work It
- 2002: Texas Man
- 2004: Live In Dallas
- 2005: Free Oursleves
- 2008: Stronger Every Day